# Vierge sous serment (film)
Ne doit pas être confondu avec Vierge sous serment.
Pour plus de détails, voir Fiche technique et Distribution.
Vierge sous serment (Vergine giurata) est un film coproduit par l'Albanie, la France, la Suisse, l'Allemagne, l'Italie et le Kosovo, inspiré du roman Vergine giurata de l'Albanaise Elvira Dones, écrit et réalisé par Laura Bispuri et sorti en 2015.
Le film est sélectionné pour être projeté en compétition dans la section principale au 65e Festival international du film de Berlin (2015).

## Synopsis
Hana est une orpheline albanaise. Elle vit chez un montagnard marié. Celui-ci a une fille nommée Lila, qui a le même âge que Hana. Elles deviennent amies. Les règles s'imposant aux jeunes filles dans la vie de couple qui est leur perspective, sont claires : « On ne boit pas devant un homme. On ne parle pas devant un homme. On ne choisit pas avant que l'homme ait choisi. » La femme n'est visible que comme porteuse de charges. Lila choisit de gagner l'Italie. Hana reste en Albanie mais utilise une possibilité du Kanun, droit civil parallèle appliqué dans les montagnes albanaises, pour échapper à cette perspective, s'auto-proclamer homme, et renoncer à tous les aspects de sa féminité, devenir « vierge sous serment ». Être une femme ou être libre ? Hana choisit d'être libre. Hana devient Mark et conduit dès lors une vie d'homme,.
Quand, de nombreuses années plus tard, lasse d'une vie en solitaire et désireuse de retrouver pleinement sa féminité, Mark arrive en Italie et retrouve Lila, le contact avec une culture différente lui permet de partir à la recherche de la Hana enfouie,,.

## Fiche technique
- Titre original : Vergine giurata
- Titre international : Sworn Virgin
- Photographie : Vladan Radovic
- Dates de sortie :
  -  Allemagne : 12 février 2015 (Berlinale)
  -  Italie : 19 mars 2015
  -  États-Unis : 17 avril 2015 (Festival du film de Tribeca)
  -  Argentine : 20 avril 2015 (Festival international du cinéma indépendant de Buenos Aires)
  -  France : 30 septembre 2015

## Distribution
- Alba Rohrwacher : Hana / Mark
- Emily Ferratello : Jonida
- Lars Eidinger : Bernhard
- Flonja Kodheli : Lila
- Luan Jaha : Stjefen
- Bruno Shllaku : Gjergj
- Ilire Vinca Celaj : Katrina